# Eliana Silvera Silva
Eliana Silvera Silva (10 luglio 1987) è una maratoneta uruguaiana, detentrice del record nazionale sulla maratona.

## Palmarès
| Anno | Manifestazione   | Sede     | Evento         | Risultato | Prestazione | Note |
| ---- | ---------------- | -------- | -------------- | --------- | ----------- | ---- |
| 2024 | Mondiali di cros | Belgrado | Corsa seniores | 73ª       | 40'49"      |      |

## Altre competizioni internazionali
2021
- 6ª alla Maratona di Torino ( Torino) - 3h10'25"

2022
- Oro alla Maratona di Verona ( Verona) - 2h53'41"[1]
- 6ª alla Mezza maratona di Cremona ( Cremona) - 1h21'56"

2023
- 12ª alla Milano Marathon ( Milano) - 2h55'32"
- 5ª alla Maratona di Verona ( Verona) - 2h48'43"[2]
- 10ª alla Mezza maratona di Padova ( Padova) - 1h22'13"
- 9ª alla Mezza maratona di Cremona ( Cremona) - 1h23'03"

2024
- 119ª alla Maratona di Valencia ( Valencia) - 2h50'33"